# Dulce Berenguer
Dulce Berenguer (ur. 1152, zm. 1198) – królowa Portugalii, pierwsza córka Ramona IV, hrabiego Barcelony i Petroneli Aragońskiej.

## Życiorys
W 1175 wyszła za mąż za Sancha I, króla Portugalii. Para miała 11 dzieci:
- Teresę (1181–1250), królową Kastylii jako żonę Alfonsa IX,
- Rajmunda (ok. 1180–1189),
- Sanchę (1182–1229), przełożoną zakonu w Lorvão,
- Konstancję (ok. 1182–1202),
- Alfonsa II (1185–1223), kolejnego króla Portugalii,
- Piotra (1187–1258), hrabiego Urgell, pana Balearów,
- Ferdynanda (1188–1233), hrabiego Flandrii jako męża Joanny Flandryjskiej,
- Henryka (1189),
- Blankę (ok. 1192–1240), panią Guadalajara,
- Berengarię (ok. 1195–1221), królową Danii jako żonę Waldemara II,
- Matyldę (ok. 1200–1256), królową Kastylii jako żonę Henryka I.